# رکن
رکن (به آلمانی: Reken) یک شهر در آلمان است که در بورکن واقع شده‌است. رکن ۱۴٬۳۱۱ نفر جمعیت دارد.